# Prix Pulitzer de l'essai
Le prix Pulitzer de l'essai est attribué depuis 1962 pour récompenser un essai d'un auteur américain, qui ne puisse être classé dans les autres catégories. Un prix unique est décerné tous les ans. Les noms des finalistes sont annoncés depuis 1980.

## 1960
- 1962 : The Making of the President, 1960 par Theodore White
- 1963 : The Guns of August par Barbara W. Tuchman
- 1964 : Anti-intellectualism in American Life par Richard Hofstadter
- 1965 : O Strange New World (en) par Howard Mumford Jones (en)
- 1966 : Wandering Through Winter (en) par Edwin Way Teale
- 1967 : The Problem of Slavery in Western Culture (en) par David Brion Davis
- 1968 : Rousseau et la Révolution, tome 10 de Histoire de la Civilisation (en), par Will et Ariel Durant.
- 1969 : Cet animal si humain (en) par Rene Jules Dubos
- 1969 : Les Armées de la nuit (en) par Norman Mailer

## 1970
- 1970 : La Vérité de Gandhi (en) par Erik H. Erikson
- 1971 : The Rising Sun par John Toland
- 1972 : Stilwell and the American Experience in China, 1911-45 (en) par Barbara W. Tuchman
- 1973 : Fire in the Lake: The Vietnamese and the Americans in Vietnam par Frances FitzGerald
- 1973 : Children of Crisis (en), vols. 2 et 3, par Robert Coles (en)
- 1974 : The Denial of Death (en) par Ernest Becker
- 1975 : Pèlerinage à Tinker Creek (en) par Annie Dillard
- 1976 : Why Survive? Being Old In America (en) par Robert Neil Butler (en)
- 1977 : Beautiful Swimmers (en) par William W. Warner (en)
- 1978 : Les Dragons de l'Éden (en) par Carl Sagan
- 1979 : L'Humaine nature (en) par Edward O. Wilson

## 1980
Les noms des finalistes sont annoncés depuis 1980, et sont indiqués en retrait.
- 1980 : Gödel, Escher, Bach : Les Brins d'une Guirlande Éternelle par Douglas Hofstadter
  - The Madwoman in the Attic par Sandra Gilbert et Susan Gubar
  - La Méduse et l'escargot (The Medusa and the Snail) par Lewis Thomas
- 1981 : Fin-de-Siècle Vienna: Politics and Culture par Carl E. Schorske
  - Les Hommes de Chine (en) par Maxine Hong Kingston
  - Goodbye, Darkness: A Memoir of the Pacific War par William Manchester
  - Southerners: A Journalist's Odyssey par Marshall Frady
- 1982 : The Soul of a New Machine par Tracy Kidder
  - Basin and Range par John McPhee
  - Mrs. Harris: The Death of the Scarsdale Diet Doctor par Diana Trilling
- 1983 : Is There No Place on Earth for Me? par Susan Sheehan
  - The Fate of the Earth par Jonathan Schell
  - Terrorists and Novelists par Diane Johnson
- 1984 : The Social Transformation of American Medicine par Paul Starr
  - Conversations With the Enemy par Winston Groom et Duncan Spencer
  - Endless Enemies par Jonathan Kwitny
- 1985 : La Bonne guerre (en) par Studs Terkel
  - Endless Enemies par Jonathan Kwitny
  - Dawn to the West par Donald Keene
- 1986 (deux lauréats) :
  - Common Ground: A Turbulent Decade in the Lives of Three American Families par J. Anthony Lukas
  - Move Your Shadow: South Africa, Black and White par Joseph Lelyveld
    - Habits and the Heart: Individualism and Commitment in American Life par Robert N. Bellah
- 1987 : Arab and Jew: Wounded Spirits in a Promised Land par David K. Shipler
  - Rising from the Plains par John McPhee
  - Rain or Shine: A Family Memoir par Cyra McFadden
- 1988 : The Making of the Atomic Bomb par Richard Rhodes
  - La Théorie du Chaos par James Gleick
  - Setting Limits: Medical Goals in an Aging Society par Daniel Callahan
- 1989 : L'Innocence perdue (essai) (en) par Neil Sheehan
  - The Last Farmer par Howard Kohn
  - Coming of Age in the Milky Way par Timothy Ferris

## 1990
- 1990 : And Their Children After Them par Dale Maharidge et Michael Williamson[N 1]
  - Wonderful Life: The Burgess Shale and the Nature of History par Stephen Jay Gould
  - A Peace to End All Peace: Creating the Modern Middle East 1914-1922 par David Fromkin
- 1991 : The Ants par Bert Hölldobler et Edward O. Wilson
  - Looking for a Ship par John McPhee
  - River of Traps: A Village Life par William duBuys et Alex Harris
- 1992 : The Prize: The Epic Quest for Oil, Money, and Power par Daniel Yergin
  - Chain Reaction: The Impact of Race, Rights, and Taxes on American Politics par Thomas Byrne Edsall et Mary D. Edsall
  - Broken Vessels par Andre Dubus
- 1993 : Lincoln at Gettysburg: The Words That Remade America par Garry Wills
  - Days of Obligation: An Argument with My Mexican Father par Richard Rodriguez
  - Where the Buffalo Roam par Anne Matthews
  - A Chorus of Stones: The Private Life of War par Susan Griffin
- 1994 : Lenin's Tomb: The Last Days of the Soviet Empire par David Remnick
  - The Cultivation of Hatred: The Bourgeois Experience, Victoria to Freud par Peter Gay
  - The End of the Twentieth Century: And the End of the Modern Age par John Lukacs
- 1995 : The Beak of the Finch: A Story of Evolution in Our Time par Jonathan Weiner
  - How We Die: Reflections on Life's Final Chapter par Sherwin B. Nuland
  - Midnight in the Garden of Good and Evil: A Savannah Story par John Berendt
- 1996 : The Haunted Land: Facing Europe's Ghosts After Communism par Tina Rosenberg
  - Mr Wilson's Cabinet of Wonder par Lawrence Weschler
  - Darwin est-il dangereux? par Daniel Dennett
- 1997 : Ashes to Ashes: America's Hundred-Year Cigarette War, the Public Health, and the Unabashed Triumph of Philip Morris par Richard Kluger
  - Fame and Folly par Cynthia Ozick
  - The Inheritance: How Three Families and America Moved from Roosevelt to Reagan and Beyond par Samuel G. Freedman
- 1998 : De l'inégalité parmi les sociétés par Jared Diamond
  - Comment fonctionne l'esprit par Steven Pinker
  - Tragédie à l'Everest par Jon Krakauer
- 1999 : Annals of the Former World par John McPhee
  - The Nurture Assumption: Why Children Turn Out the Way They Do par Judith Rich Harris
  - Crime and Punishment in America par Elliott Currie

## 2000
- 2000 : Embracing Defeat: Japan in the Wake of World War II par John W. Dower
  - The Elegant Universe: Superstrings, Hidden Dimensions and the Quest for the Ultimate Theory par Brian Greene
  - Living on the Wind: Across the Hemisphere with Migratory Birds par Scott Weidensaul
- 2001 : Hirohito and the Making of Modern Japan par Herbert P. Bix
  - Une œuvre déchirante d'un génie renversant par Dave Eggers
  - Newjack: Guarding Sing Sing par Ted Conover
- 2002 : Carry Me Home: Birmingham, Alabama, the Climactic Battle of the Civil Rights Revolution par Diane McWhorter
  - Le Diable intérieur : Anatomie de la dépression (en) par Andrew Solomon
  - War in a Time of Peace: Bush, Clinton, and the Generals par David Halberstam
- 2003 : "A Problem from Hell": America and the Age of Genocide par Samantha Power
  - The Anthropology of Turquoise: Meditations on Landscape, Art, and Spirit par Ellen Meloy
  - Comprendre la nature humaine par Steven Pinker
- 2004 : Goulag : Une histoire (en) par Anne Applebaum
  - The Mission: Waging War and Keeping Peace with America's Military par Dana Priest
  - Rembrandt's Jews par Steven Nadler
- 2005 : Ghost Wars: The Secret History of the CIA, Afghanistan, and Bin Laden, from the Soviet Invasion to September 10, 2001 par Steve Coll
  - The Devil's Highway: A True Story par Luis Alberto Urrea
  - Bombay Maximum City (en) par Suketu Mehta
- 2006 : Imperial Reckoning: The Untold Story of Britain's Gulag in Kenya par Caroline Elkins
  - The Assassins' Gate: America in Iraq par George Packer
  - Après-guerre (en) par Tony Judt
- 2007 : La Guerre cachée (en) par Lawrence Wright
  - Crazy: A Father's Search Through America's Mental Health Madness par Pete Earley
  - Fiasco (en) par Thomas E. Ricks
- 2008 : Les Années de persécution: L'Allemagne nazie et les Juifs (en) par Saul Friedlander
  - The Cigarette Century par Allan M. Brandt
  - The Rest Is Noise: Listening to the Twentieth Century par Alex Ross
- 2009 : Slavery by Another Name: The Re-Enslavement of Black Americans from the Civil War to World War II par Douglas A. Blackmon
  - The Bitter Road to Freedom: A New History of the Liberation of Europe par William I. Hitchcock
  - Gandhi and Churchill: The Epic Rivalry That Destroyed an Empire and Forged Our Age par Arthur L. Herman

## 2010
- 2010 : The Dead Hand: The Untold Story of the Cold War Arms Race and Its Dangerous Legacy par David E. Hoffman
  - The Evolution of God par Robert Wright
  - How Markets Fail: The Logic of Economic Calamities par John Cassidy
- 2011 : L'Empereur de toutes les maladies : Une biographie du cancer par Siddhartha Mukherjee
  - Internet rend-il bête? Réapprendre à lire et à penser dans un monde fragmenté par Nicholas G. Carr
  - Empire of the Summer Moon: Quanah Parker and the Rise and Fall of the Comanches, the Most Powerful Indian Tribe in American History par S.C. Gwynne
- 2012 : The Swerve: How the World Became Modern par Stephen Greenblatt
  - One Hundred Names For Love: A Stroke, a Marriage, and the Language of Healing par Diane Ackerman
  - Unnatural Selection: Choosing Boys over Girls, and the Consequences of a World Full of Men par Mara Hvistendahl
- 2013 : Devil in the Grove: Thurgood Marshall, the Groveland Boys par Gilbert King
  - Behind the Beautiful Forevers: Life, Death and Hope in a Mumbai Undercity par Katherine Boo
  - The Forest Unseen: A Year's Watch in Nature par David George Haskell
- 2014 : Toms River: A Story of Science and Salvation par Dan Fagin
  - The Blood Telegram: Nixon, Kissinger and a Forgotten Genocide par Gary J. Bass
  - The Insurgents: David Petraeus and the Plot to Change the American Way of War par Fred Kaplan
- 2015 : La Sixième extinction. Comment l'Homme détruit la vie (2014) (The Sixth Extinction: An Unnatural History)[N 2] par Elizabeth Kolbert
  - No Good Men Among the Living par Anand Gopal
  - Age of Ambition: Chasing Fortune, Truth, and Faith in the New China par Evan Osnos (en)
- 2016: Sous le drapeau noir (en) par Joby Warrick
  - Une colère noire par Ta-Nehisi Coates
  - If the Oceans Were Ink: An Unlikely Friendship and a Journey to the Heart of Quran by Carla Power
- 2017: Evicted: Poverty and Profit in the American City par Matthew Desmond (en)
  - In a Different Key: The Story of Autism par John Donvan et Caren Zucker
  - The Politics of Mourning: Death and Honor in Arlington National Cemetery par Micki McElya
- 2018: Locking Up Our Own: Crime and Punishment in Black America par James Forman Jr. (en)
  - The Evolution of Beauty: How Darwin's Forgotten Theory of Mate Choice Shapes the Animal World—and Us par Richard O. Prum
  - Notes on a Foreign Country: An American Abroad in a Post-American World by Suzy Hansen
- 2019: Amity and Prosperity: One Family and the Fracturing of America par Eliza Griswold (en)
  - In a Day’s Work: The Fight to End Sexual Violence Against America’s Most Vulnerable Workers par Bernice Yeung
  - Rising: Dispatches from the New American Shore par Elizabeth Rush

## 2020
- 2020:  The End of the Myth: From the Frontier to the Border Wall in the Mind of America par Greg Grandin /  The Undying: Pain, Vulnerability, Mortality, Medicine, Art, Time, Dreams, Data, Exhaustion, Cancer par Anna Boyer (en)
  - Elderhood: Redefining Aging, Transforming Medicine, Reimaging Life par Louise Aronson
  - Solitary par Albert Woodfox et Leslie George
- 2021 : Wilmington’s Lie: The Murderous Coup of 1898 and the Rise of White Supremacy, de David Zucchino
- 2022 :  Invisible Child: Poverty, Survival & Hope in an American City d'Andrea Elliott
- 2023 : His Name Is George Floyd: One Man's Life and the Struggle for Racial Justice de Robert Samuels et Toluse Olorunnipa
- 2024 : A Day in the Life of Abed Salama: Anatomy of a Jerusalem Tragedy de Nathan Thrall